# Laguemã
Laguemã (em persa: لغمان; romaniz.: Laghmān), historicamente também referida como Langã (e suas variações Langhan, ou Lamgan) e Langanate (Lamghanat ou Langhanat), é uma província do Afeganistão, localizada na porção oriental do país. Possui uma população multiétnica e rural estimada em 493 488 indivíduos segundo censo de 2020. Sua capital é a cidade de Metarlão. Possui 3 978 quilômetros quadrados de área.

## História
A história de Laguemã remonta desde ao menos a Antiguidade. Localizadas atualmente no Museu de Cabul, há inscrições em aramaico encontradas na província que indicam uma antiga rota comercial ligando o subcontinente indiano à Palmira, na Síria. O aramaico era uma língua escrita burocrática do Império Aquemênida (séculos VI-IV a.C.), cuja influência estendeu-se para além de Laguemã. No século IV a.C., durante as invasões de Alexandre, o Grande, a área era conhecida como Lampaca (Lampaka).
Inscrições em aramaico datando do Império Máuria (séculos IV-II a.C.) foram encontradas em Laguemã; nelas está contida informação sobre a conversão do imperador Asoca, o Grande (r. 273–232 a.C.) ao budismo. No século VII d.C., o peregrino chinês Xuanzang visitou Laguemã, que chamou Lampó e considerou parte da Índia. Ele indicou a presenta de budistas maaiana e numerosos hindus:

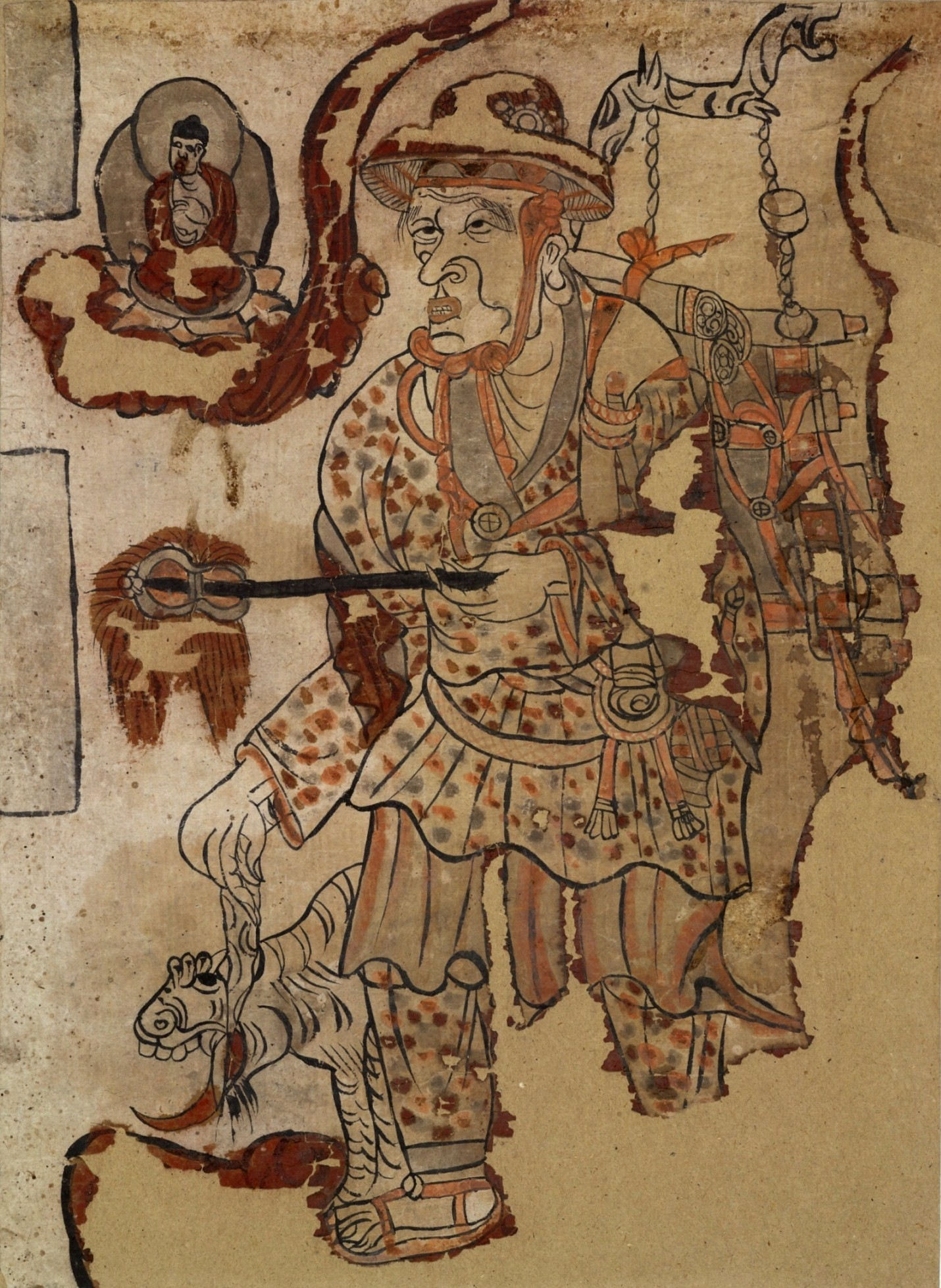
Representação de Xuanzangue

| “ | Por vários séculos a dinastia nativa tinha deixado de existir, grandes famílias lutaram pela proeminência, e o Estado recentemente tornou-se uma dependência de Capis[a]. O país produzia arroz de terras altas e cana de açúcar, e tinha muita madeira, mas pouca fruta; o clima era ameno com pouca geada e neve alguma. [...] Havia aproximadamente 10 santuários budistas e alguns irmãos, muitos dos quais eram maaianistas. Os não-budistas tem um núcleo ou dois de templos e eles eram muito numerosos. | ” |

Pelo século X, Laguemã ainda esteve conectada ao mundo indiano. A obra Os Limites do Mundo (Hudud al-'alam), concluída em 982, menciona a presença de alguns templos de culto a ídolos na área. Segundo o historiador muçulmanos Alutebi, a região foi convertida ao islamismo pelo fim do século X sob o Império Gasnévida, sob liderança de Sabuqueteguim de Gásni (r. 977–997):
| “ | O emir marchou em direção a Laguemã, que é uma cidade celebrada por sua grande força e abundância em riqueza. Ele conquistou-a e ateou fogo aos locais nas suas proximidades que eram habitados por infiéis, e demoliu os templos dos ídolos, ele estabeleceu o islã neles, ele marchou e capturou outras cidades e matou os desgraçados poluídos, destruindo os idólatras e louvando os muçulmanos. Após ferir e matar além de qualquer medida, suas mãos e aquelas de seus amigos tornaram-se frias na contagem do valor da propriedade saqueada. Sob a conclusão de sua conquista, ele retornou e promulgou relatos das vitórias obtidas ao islã, e todos, grandes e pequenos, concordaram em regozijo sobre este resultado e agradeceram Deus. | ” |

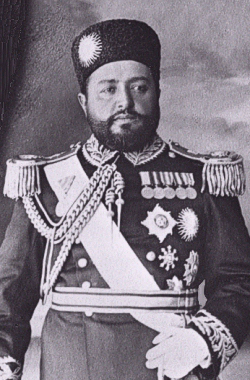
Emir afegão Habibulá Cã r., morto em 1919 em Laguemã

Sabuqueteguim então teria vencido uma de suas maiores batalhas na região de Laguemã contra os xaías de Cabul cujo governante, Jaiapala , agrupara um exército combatente de 100 000 soldados. Apesar destas vitórias, sabe-se que as comunidades incrédulas na concepção islâmica (cafires), de modo a fugir à pressão muçulmana, partiriam para leste em direção as terras altas dos vales de Laguemã, Cunar, Bajaur, etc. Mais adiante, Mamude de Gásni (r. 997/998–1030), o terceiro sultão gasnévida, tentaria subjugar estas concentrações cafires, sendo portanto o primeiro monarca muçulmano a pressioná-lo à conversão, porém não obteria sucesso: Mahmud invadiu 17 vezes a Índia, sem conseguir, contudo, a subjugação dos cafires.
Mais adiante, a região seria dominada pelo Sultanato Gúrida (séculos IX-XIII) e então pela dinastia Chalji do Sultanato de Déli (séculos XIII-XIV) e o Império Timúrida (séculos XIV-XVI). No século XV, sob o imperador timúrida Tamerlão (r. 1370–1405) e os monarcas muçulmanos do Turquestão, novas tentativas mal-sucedidas de subjugação dos cafires foram realizadas. Durante os primeiros anos do século XVI, o grão-mogol Babur (r. 1526–1530) ocupou boa parte de seu tempo em Laguemã, e no Baburnama (Memórias de Babur) ele discorreu sobre a beleza das colinas florestadas e a fertilidade do fundo dos vales da região. No tempo que ali esteve, Babur teve um breve encontro com os cafires co vale de Cunar.

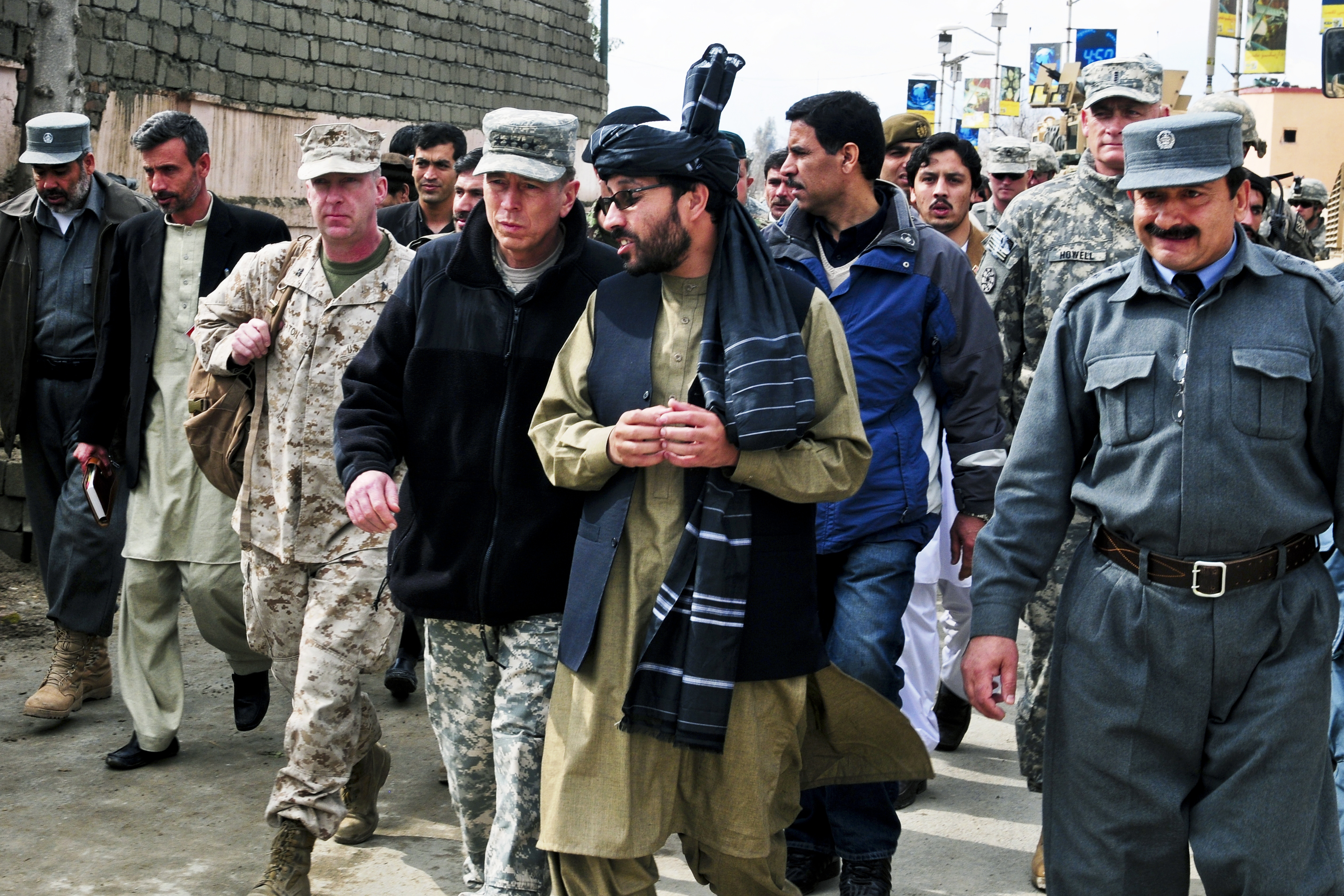
general estadunidense David H. Petraeus caminhado ao lado do governador Iqbal Azizi em 2011

Laguemã foi reconhecida como um distrito dependente do Cabulistão no Império Mogol, e segundo o Baburnama, a "Grande Laguemã" incluía a porção muçulmana do Cafiristão, inclusive o rio Cunar. Ela foi a base para expedições contra os infiéis e foi frequentemente mencionados em relatos de jiades lideradas pelo jovem irmão do grão-mogol Aquebar (r. 1556–1605), Maomé Haquim, que era governador de Cabul. Sob Aquebar e seu sucessor Jahangir (r. 1605–1627), os cafires de Tagao, Nijrao, Peche, Conar e Laguemã foram convertidos ao islamismo. Em 1747, Amad Xá Durrani (r. 1743–1773) derrotou os mogóis e fez esse território parte do Império Durrani.
Nos anos 1880 são registradas revoltas em várias porções de Laguemã: em 1882 na cidade de Farajegã, em 1883 no vale de Alixangue e 1885 nas cidades de Vaigal, Culmã e Sao. Em 1895-1896, o Cafiristão é invadido e conquistado pelos emir afegão Abderramão Cã (r. 1880–1901), que forçou os cafires remanescentes dos nuristani a aceitarem os islã. Em 20 de fevereiro de 1919, o emir Habibulá Cã (r. 1901–1919) seria assassinado em Laguemã durante uma viagem de caça. Durante a Guerra Afegã de 1979-1989 e as batalhas que se seguiram entre os chefes militares rivais, muitas residências e negócios estabelecidos na província foram destruídos. Além disso, diz-se que os soviéticos teriam empregado uma estratégia de mirar e destruir a infraestrutura agricultural de Laguemã para, assim, fragilizar a economia local.

## Geografia
A província de Laguemã cobre uma área de 3 408 km². Aproximadamente 55% de seu relevo é dominado por uma paisagem montanhosa ou semi-montanhosa, enquanto os demais 45% são representados por terras planas. A província é dividida em 5 distritos (Alingar, Alixingue, Daulate Xá, Metarlão e Cargai) e faz divida com outras seis províncias afegãs: Nangarar ao sul, Cunar a leste, Nuristão a nordeste, Panjshir a noroeste, Capisa a oeste e Cabul a sudoeste.